# بيل أوين (ممثل)
بيل أوين (بالإنجليزية: Bill Owen)‏ هو كاتب أغاني وممثل بريطاني (وحمل سابقاً جنسية المملكة المتحدة لبريطانيا العظمى وأيرلندا)، ولد في 14 مارس 1914 بلندن في المملكة المتحدة، وتوفي في 12 يوليو 1999 في المملكة المتحدة بسبب سرطان البنكرياس.

## أعمال

### أفلام
- (1945) غرباء رائعون

### مسلسلات
- لاست أوف ذا سامر واين

## وصلات خارجية
- بيل أوين على موقع IMDb (الإنجليزية)
- بيل أوين على موقع روتن توميتوز (الإنجليزية)
- بيل أوين على موقع ألو سيني (الفرنسية)
- بيل أوين على موقع ميوزك برينز (الإنجليزية)
- بيل أوين على موقع أول موفي (الإنجليزية)
- بيل أوين على موقع قاعدة بيانات برودواي على الإنترنت (الإنجليزية)
- بيل أوين على موقع قاعدة بيانات الأفلام السويدية (السويدية)
- بيل أوين على موقع إن إن دي بي (الإنجليزية)
- بيل أوين على موقع ديسكوغز (الإنجليزية)
- بيل أوين على موقع قاعدة بيانات الفيلم (الإنجليزية)